# Petriana
Uxelodunum (s alternativním římským jménem Petriana a moderním názvem pevnost Stanwix) byla starověká římská pevnost, největší v Hadriánově valu. Nachází se pod předměstím Stanwix města Carlisle v anglickém hrabství Cumbria.

## Římský název

### Varianty názvu Petriana
V dokumentu Notitia Dignitatum se nazývá Petrianis, ale v ravennské Kosmografii Uxellodamo. Na poháru Rudge Cup je uvedeno VXELODVM. Na bronzové míse Amiens Skillet, nalezené ve francouzském městě Amiens, se nazývá VXELODVNVM (stejně jako na nádobě zvané Staffordshire Moorlands Pan).
Pojmenování Petrianis se vztahuje k názvu kohorty, která tam byla umístěna. Podoba Petriana pravděpodobně vznikla chybou písaře, který si název pevnosti spletl s jednotkou v ní sídlící; pravé jméno pevnosti znělo Uxelodunum.

### Uxelodunum
Existuje další možnost výkladu názvu: v římském pojmenování keltského původu se suffixem dunum vidí s jistotou "opevněné místo", ale s významem předpony je to složitější. Prefix Axe/Uxe mohl být odvozen z keltského slova "voda", které je základem mnoha názvů britských řek (např. Exe, Axe, Usk, Esk), nebo může být spojen s Uxellinus, což byl v době železné bůh podobný římskému Jupiterovi. Název proto lze vykládat buď jako "Pevnost u vody", anebo 'Uxellinova pevnost".

### Stanwix

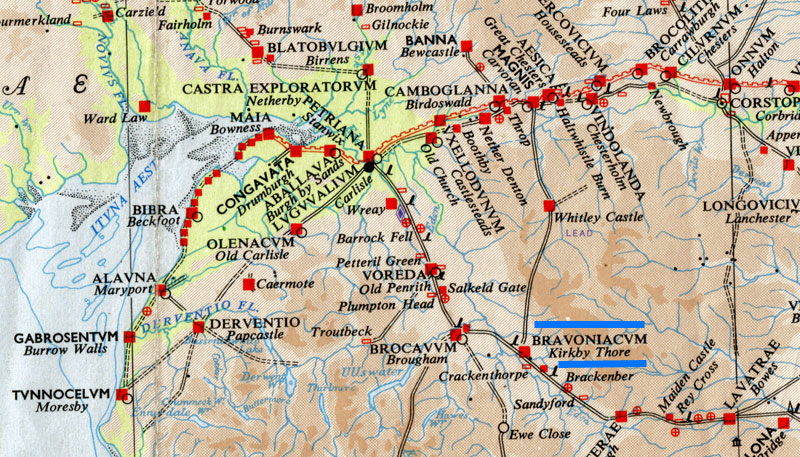
Pozice pevnosti Petriana v Hadriánově valu

Překlad moderního názvu je o něco snazší, výrazy ze staré angličtiny stane-wic znamenají "kamenná osada", pravděpodobně proto, že byla postavena na pozůstatcích pevnosti římského jezdectva.

## Popis
Pevnost se nachází přibližně 64 km na západ od pevnosti Castlesteads (Camboglanna) a necelých 9 km na východ od vesnice Burgh by Sands (kde bývala římská pevnost Aballava). Stojí na přírodní plošině nad řekou Eden. Pevnost měří zhruba 180 m od severu k jihu a 210 m od východu k západu; zabírá téměř 4 ha. Její rozloha je tedy mnohem větší než u ostatních pevnosti Hadriánova valu.
V době, kdy pevnost ještě byla ze dřeva, ležela za Hadriánovým valem (na jih od něj), takže tvořil její severní obranný systém. Dlouhá osa pevnosti běžela rovnoběžně s valem. Toto uspořádání je analogické situaci v Housesteads v hrabství Northumberland a nasvědčuje tomu, že posádku pevnosti původně měla tvořit pěchota. Tuto pevnost potom postavili znovu, a to z kamene, ve stejné době, kdy kamennou podobu dostával Hadriánův val.

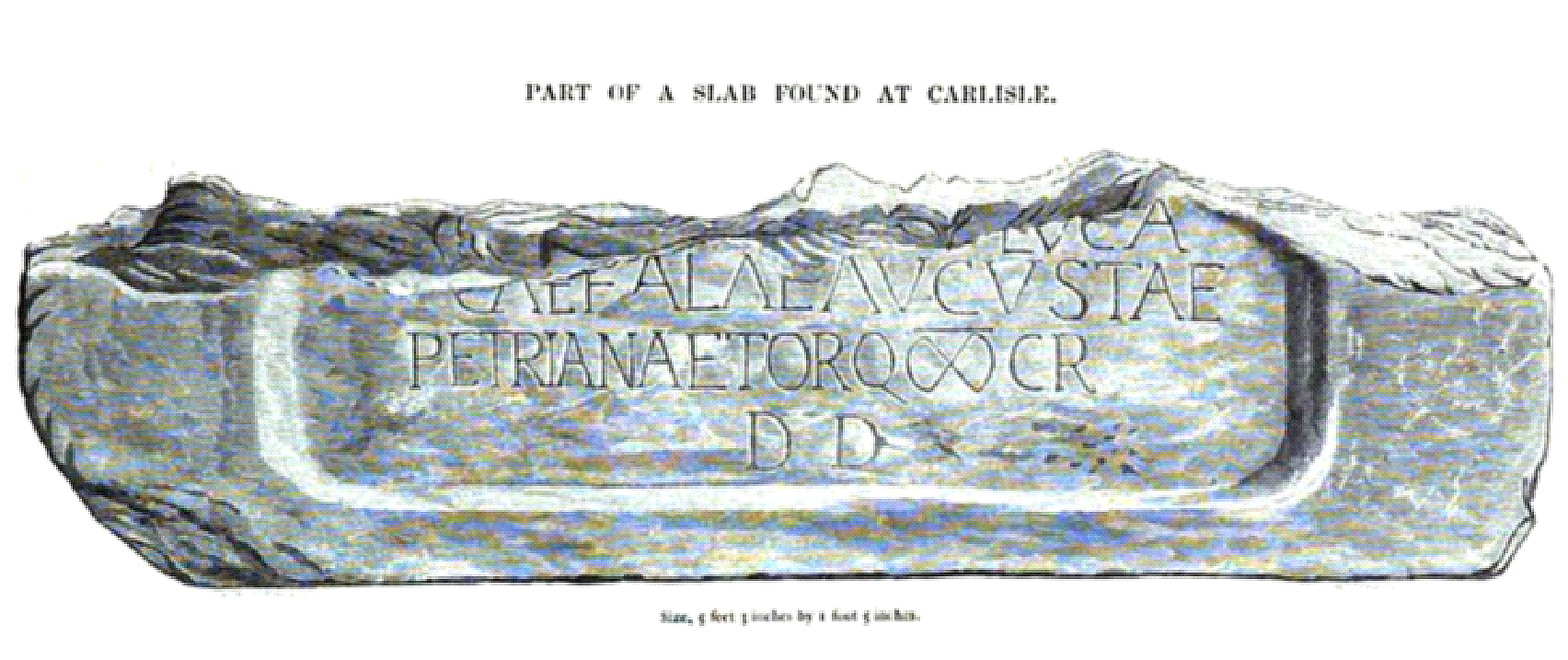
Část nápisu k poctě jednoho z prefektů Ala Gallorum Petriana nalezeného ve městě Carlisle (CIL VII.929)

Jejím úkolem pravděpodobně bylo chránit předmostí Eden a kontrolovat důležitou západní trasu do Skotska a z něj.
Na místě pevnosti stojí budovy moderního předměstí Carlisle Stanwix.

## Posádka
V době přebudovávání pevnosti bylo zřejmě rozhodnuto, že tam bude sídlit regiment kavalérie o tisíci mužích. Téměř jistě šlo o Ala Petriana, která jako jediná jednotka dosahovala této velikosti, což platí nejen pro pevnosti Hadriánova valu, ale pro celou římskou provincii Británii. Šlo o význačný pomocný sbor (Auxilia), jehož vojáci získávali římské občanství za statečnost na bitevním poli. Pevnost zřejmě dostala jméno podle své posádky a nový název nahradil dřívější Uxelodunum.

## Archeologické nálezy

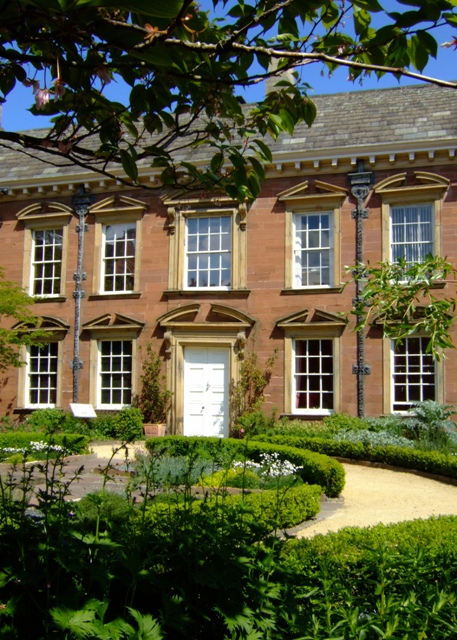
Muzeum Tullie House v Carlisle, kde jsou i sbírky s nálezy ze starověku

Vykopávky proběhly v roce 1932–1934 a bylo zjištěno, kudy vedl příkop jižní hradby a Hadriánův val, který tvořil severní stěnu pevnosti. V pevnosti byly nalezeny kasárenské budovy. V roce 1939 byla při rozšiřování místní školky nalezena velká sýpka, položená od východu k západu. V roce 1940 byla nalezena jihozápadní věž v rohu pevnosti a jižní a východní hradby.
V roce 1934 bylo objeveno několik předmětů, které se z pevnosti pravděpodobně dostaly do řeky. Jednalo se o brože, úchyty pro uniformy jezdců a postroje.
Násep (Vallum) byl vysledován až k bodu těsně u jihovýchodního rohu pevnosti.
Vykopávky v roce 1984 odhalily zhruba 24 m dlouhé základy severozápadní hradby Castra Petriana, včetně základů věže, a to na parkovišti za hotelem Cumbria Park Hotel u Scotland Road na předměstí Stanwix; krátký úsek obranné linie byl zpevněn a je přístupný očím veřejnosti. Větší část římské pevnosti Uxelodunum/Petrianum leží pod kostelem sv. Michaela, kde lze na hřbitově zhlédnout část jihovýchodního valu.
V roce 2017 se podařil významný objev lázní pevnosti, u řeky pod areálem kriketového klubu Carlisle. Dobře zachované zbytky zahrnovaly hypokaust pro vytápění. Také se našel nápis s věnováním matce císaře Caracally, která se jmenovala Iulia Domna. Byla také manželkou císaře Septimia Severa, kterého provázela po Británii od roku 208 až do jeho smrti v roce 211 v Yorku. Nápis vedl k myšlence, že Iulia Domna a její manžel možná navštívili i Petrianu.